# Plectorhinchus cinctus
Plectorhinchus cinctus es una especie de peces de la familia Haemulidae en el orden de los Perciformes.

## Morfología
• Los machos pueden llegar alcanzar los 60 cm de longitud total.

## Distribución geográfica
Se encuentra desde el Mar de Arabia hasta el sur del Japón.